# ديفيد ألان (دراج)
ديفيد ألان (بالإنجليزية: David Allan)‏ هو دراج أسترالي، ولد في 1951 في ملبورن في أستراليا، وتوفي بنفس المكان في 6 يونيو 1989.

## وصلات خارجية
- ديفيد ألان على موقع أرشيف الدراجات (الإنجليزية)
- ديفيد ألان على موقع إحصائيات الدراجات الإحترافية (الإنجليزية)